# .ki
.ki je vrhovna internetska domena (country code top-level domain - ccTLD) za Kiribati. Domenom upravlja Telekomunikacijska uprava Kiribatija.

## Vanjske poveznice
- IANA .ki whois informacija  Arhivirana inačica izvorne stranice od 19. travnja 2006. (Wayback Machine)